# Koen en Jos van der Donk
Koen en Jos van der Donk (Schagen, 6 maart 1988) zijn een eeneiige tweeling (acht minuten verschil) en Nederlandse acteurs.
Hoewel het duo eerst nooit echt de ambitie had om filmster te worden, reageerden zij rond 2002, uit pure nieuwsgierigheid, op een oproep in De Telegraaf waarin men dringend zocht naar een tweeling voor een aankomend project. Via audities werd dit uiteindelijk succesvol.
Koen en Jos zijn vooral bekend door hun optredens als Hielke & Sietse Klinkhamer in de bioscoopfilms De schippers van de Kameleon en het vervolg Kameleon 2, plus de daaruit voortvloeiende musical De Kameleon Ontvoerd. Daarnaast waren zij regelmatig op televisie te zien in diverse commercials, of anders te vinden bij speciale gelegenheden, die allemaal in het teken stonden van de Kameleon, onder andere de doop van een minibootje voor Madurodam in 2003. Tijdens de zomers van 2005 en 2006 hadden zij een vakantiebaan als entertainer in het toeristische themapark Kameleondorp in Terhorne, alwaar zij inmiddels tevens debuteerden als filmregisseur, met de videofilms De Kameleon en de dubbelganger (2005) en De Kameleon als schokkend doelwit (2007).
In het voorjaar van 2006 verscheen Koen alleen in een kleine bijrol als koffiewekker tijdens een nieuwe reclame van Douwe Egberts.
Een paar maanden daarna speelde het duo samen een kleine, korte cameo naast rapper Yes-R in zijn debuutfilm 'n Beetje Verliefd.
Tijdens de zomer en najaar van 2007 werkten Koen en Jos als verslaggevers voor de rubriek Jongeren van het Noordhollands Dagblad.